# Kai Hirdt
Kai Hirdt (* 3. Juli 1976 in Bonn) ist ein deutscher PR-Berater, Science-Fiction-Autor, Comictexter und Verleger.

## Leben
Kai Hirdt wurde am 3. Juli 1976 in Bonn geboren und ging dort zur Schule. Schon in der dritten Klasse war er fasziniert von Grusel-Heftromanen der Reihe John Sinclair. Über Perry-Rhodan-Hörspiele kam er zum Lesen von Perry-Rhodan-Silberbänden. Seinen Wehrdienst absolvierte er in München.
In Hamburg studierte Hirdt ab 1996 Germanistik mit einem Abschluss als Magister mit Schwerpunkt Theater und Medien. Anschließend absolvierte er eine Ausbildung zum PR-Berater und arbeitete dann für verschiedene Hamburger Agenturen.
Ab 2006 betextete er die nun im Alligator Farm Verlag (Hamburg) fortgeführte Comic-Reihe Perry – Unser Mann im All. Zusammen mit Maikel Das übernahm Hirdt Anfang 2008 den Alligator Farm Verlag und betätigt sich seitdem als Verleger.
Zum Erscheinen des Perry-Rhodan-Heftromans Nr. 2.500 (Juli 2009) und für den in Mannheim stattfindenden Perry-Rhodan-Weltcon (30. September bis 2. Oktober 2011) organisierte Kai Hirdt für den Pabel-Moewig Verlag (Rastatt) die Öffentlichkeitsarbeit.
Im Jahr 2014 machte Hirdt sich als Public-Relations-Experte und Schriftsteller selbständig.
Seit 2015 ist er Autor für die Serie Perry Rhodan Neo und seit 2017 verfasst er Romane für die Serie Perry Rhodan.
Im Jahr 2019 konzipierte Hirdt die zwölf Hefte umfassende Perry-Rhodan-Miniserie Mission SOL und schrieb die Exposés der einzelnen Romane sowie den ersten und letzten Roman dieser Miniserie. Im März 2020 folgte die Miniserie Mission SOL 2, die Hirdt ebenso konzipierte und für die er ebenfalls die Exposés verfasste.

„Es ist eine Ehre (und ehrlich gesagt extrem cool), jetzt die Welt mitzugestalten, die mir in so vielen Jahren so viel Spaß gemacht hat.“

## Werk
Kai Hirdts Werk umfasst sowohl seine Tätigkeit als Autor bzw. Texter im Comic-Bereich als auch seine Betätigung als Romanautor.

### Comics
Comic-Adaptionen seien, so Kai Hirdt, eine Kunst, die eine eigene Idee erfordern. Eins zu eins zu übertragen klappe nicht. Auch zeichnerisch müsse man Zugeständnisse an das Medium Comic machen.

#### Perry – Unser Mann im All (2006–2011)
Diese Comic-Reihe erscheint im Alligator Farm Verlag (Hamburg).
Auch als langjähriger Comicfan habe er, so Hirdt, eine ganze Menge lernen müssen, um selbst Comics machen zu können. Die Fortsetzung der Perry-Reihe habe sich – vom Zeichnerischen und vom Storytelling her – anfangs eng am Stil der alten Hefte orientiert. Dann wurde ein modernerer Ansatz verfolgt. Das Geschehen sollte den Wurzeln treu bleiben, aber auch moderneren Comic-Ansprüchen gerecht werden.
Während die Story bei den Bänden 131–135 im Wesentlichen noch von Karl Nagel und Vincent Burmeister stammte, waren die Hauptgeschichten seit Band 136 im Wesentlichen von Kai Hirdt und Christian Hillmann.
Hirdt schilderte, dass die Autoren bei den Stories weitgehend freie Hand haben. Es werde dabei aber darauf geachtet, nicht gegen grundlegende Spielregeln des „Perryversums“ zu verstoßen.
Laut Hirdt sei der Leserstamm der Perry-Reihe stabil und gar nicht so klein. Mit Kostensenkungen solle erreicht werden, dass keine Verluste mehr anfallen. Um die Zeichner aber für gute Arbeit fair bezahlen zu können, sollten ein- bis zweitausend Abonnements mehr bestehen.
- 130: Das Versteck im Hyperraum (2006)
- 131 (Neue Reihe Nr. 1): Heißer Tanz auf Terra (2006)
- 132 (Neue Reihe Nr. 2): Zeig uns die Sterne (2007)
- 133 (Neue Reihe Nr. 3): Und sie kriegen euch DOCH! (2007)
- 134 (Neue Reihe Nr. 4): Waschtag! (2008)
- 135 (Neue Reihe Nr. 5): Wer ist hier das Monster? (2008)
- 136 (Neue Reihe Nr. 6): Entscheidung auf Camelot! (2009)
- 137 (Neue Reihe Nr. 7): Mutanten an die Macht! (2009)
- 138 (Neue Reihe Nr. 8): Brennpunkt Terra! (2010)
- 139 (Neue Reihe Nr. 9): Tod in der Sonne! (2011)
- 140 (Neue Reihe Nr. 10): Alarm auf Arkon! (2011)

#### Perry-Rhodan-Comics (2015–2018)
Die Idee für eine neue Perry-Rhodan-Comic-Adaption stammt von Klaus N. Frick. Der Verlag Cross Cult (Ludwigsburg) sicherte sich die Rechte. Kai Hirdt, durch seine Arbeit für Perry – Unser Mann im All bereits mit Erfahrung ausgestattet, wurde als Autor und Texter gewonnen. Die Handlung der Comic-Reihe spielt im Jahr 3540 und deckt einen Zeitraum ab, der in der Heftserie nicht behandelt wurde. Laut Hirdt bestand eine wichtige Vorgabe für die Serie darin, dass sie sowohl für langjährige Perry-Rhodan-Leser interessant als auch für neue Leser zugänglich sein sollte. Die alten Leser nicht zu langweilen und neue Leser nicht zu überfordern – für Hirdt eine Herausforderung. Bei seinem Start Ende 2015 bezeichnete Hirdt das Projekt als gewagt – der hohen Produktionskosten im Hinblick auf ein internationales Team und der für viele deutsche Leser ungewohnten zweimonatigen Erscheinungsweise wegen.
Hirdt erläuterte Ende 2015, dass die Zusammenarbeit mit den Künstlern Marco Castiello (Mailand) und Michael Atiyeh (New York) dank des Internets reibungslos klappe. Seltsam sei es, dass er die Skripte auf Englisch schreibe und die Dialoge später ins Deutsche übersetze. Dann komme es vor, dass clevere englische Wortspiele auf Deutsch überhaupt nicht funktionieren.
- 1: Die Kartografen der Unendlichkeit – Teil 1 (2015)
- 2: Die Kartografen der Unendlichkeit – Teil 2 (2015)
- 3: Die Kartografen der Unendlichkeit – Teil 3 (2016)
- Sammelband 1 (Hardcover): Die Kartografen der Unendlichkeit (2016)
- 4: Kampf um die SOL – Teil 1 (2017)
- 5: Kampf um die SOL – Teil 2 (2017)
- 6: Kampf um die SOL – Teil 3 (2018)
- Sammelband 2 (Hardcover): Kampf um die SOL (2018)

### Romane
Als eigene Stärke sieht Hirdt das Verfassen von realistisch wirkenden Dialogen. Er habe großen Spaß an absurden Konstellationen und Benehmen. Das komme seinem Sinn für Humor entgegen. Hirdt mag es auch, ungewöhnliche Perspektiven zu beschreiben.

#### Perry-Rhodan-Neo-Romane (seit 2015)
Ende 2015 gab Kai Hirdt an, dass er beim Schreiben von Perry-Rhodan-Neo-Romanen in engem Austausch mit den Exposéautoren Rüdiger Schäfer und Michael Buchholz † stehe. Manchmal baue er in Eigenregie, aber nach Absprache Nebenhandlungsstränge ein.
- 92: Auroras Vermächtnis (2015)
- 102: Spur durch die Jahrtausende (2015)
- 106: Der Zorn der Bestie (2015)
- 110: Der Kopf der Schlange (2015)
- 114: Die Geister der CREST (2016)
- 118: Roboter-Revolte (2016)
- 122: Geboren für Arkons Thron (2016)
- 128: Der Verräter (2016)
- 134: Das Cortico-Syndrom, zusammen mit Madeleine Puljic (2016)
- 139: Schicksalswaage (2017)
- 143: Herr der YATANA (2017)
- 147: Das verfluchte Land (2017)
- 152: Der Feind meines Feindes (2017)
- 157: Requiem (2017)
- 162: Allein zwischen den Sternen (2017)
- 168: Die MAGELLAN-Morde (2018)
- 174: Der Pfad des Auloren (2018)
- 178: Krisenzone Apas (2018)
- 181: Der Mond ist nur der Anfang (2018)
- 182: Festung der Allianz (2018)
- 188: Die Bestie in mir (2018)
- 192: Der letzte Blick auf Sol (2019)
- 198: Duell der Bestien (2019)
- 237: Das Omnitische Herz (2020)
- 247: Die Welt jenseits der Zeit (2021)

#### Perry-Rhodan-Miniserien  (seit 2016)

##### Arkon
- 9: Flotte der Verräter (2016)

##### Jupiter
- 1: Kristalltod, mit Wim Vandemaan (2016)
- 2: Das Artefakt von Ganymed, mit Hubert Haensel (2016)
- 3: Galileo City, mit Hubert Haensel (2016)
- 7: MERLINS Todesspiel, mit Christian Montillon (2016)
- 9: DANAE, mit Christian Montillon (2016)
- 10: Ganymed fällt, mit Hubert Haensel (2016)
- 12: Der ewige Lügner, mit Wim Vandemaan (2016)

##### Mission SOL
Diese Miniserie wurde durch Hirdt konzipiert und er betätigte sich hier erstmals als Exposéautor, gab also den anderen Serienautoren die wesentlichen Handlungselemente vor. Hirdt entwickelte zunächst die Grundidee der Geschichte. Er entschied sich dann dazu, darauf das klassische Erzählschema der Heldenreise anzuwenden – über zwölf definierte Stadien hinweg. Laut Hirdt besteht dabei die Kunst darin, die Spannungs- und Überraschungsstellen so zu gestalten, dass die gewünschten Effekte auch eintreten. Eine der drei Hauptfiguren der Miniserie, Pravo Ylapp, kam im Grundkonzept der Serie noch nicht vor. Sie entstand erst beim Schreiben des Exposés für Heft 1 – und erhielt dann eine maßgebliche Rolle für die gesamte Serie. Bei Heft 10 führten Vorschläge des Autors Olaf Brill letztlich zu einer kompletten Umplanung des Inhalts des Romans.
- 1: Das Raumschiffgrab (2019)
- 12 Der Würfel fällt (2019)

##### Mission SOL 2
Auch diese Miniserie wurde durch Hirdt konzipiert und als Exposéautor betreut.
- 1: Ritter des Chaos (2020)
- 12: Der Chaopressor (2020)

##### Atlantis
- 7: Tolcais Totenspiele (2022)

##### Androiden
- 1: Totenozean (2024)

#### Perry-Rhodan-Heftromane (seit 2017)
Nach der vorherigen Mitarbeit bei Perry Rhodan Neo bedeutete der Einstieg bei der Perry-Rhodan-Erstauflage für Kai Hirdt eine Umstellung. Die Handlung der Erstauflage sei komplexer, das Universum viel stärker ausdefiniert. Im Neo-Universum könne der Autor sich mehr ausdenken, im Perry-Universum müsse mehr recherchiert werden.
- 2903: Der Bund der Schutzgeister (2017)
- 2908: Das Gesetz der Gemeni (2017)
- 2916: Gestohlenes Leben (2017)
- 2926: Schwarzes Feuer (2017)
- 2941: TEIRESIAS spricht (2017)
- 2947: Rhodans letzte Hoffnung (2018)
- 2962: Sextadim-Treibgut (2018)
- 2963: Der Münchhausen-Roboter (2018)
- 2975: Der Herr der Zukunft (2018)
- 2982: Die Vernichtungsvariable (2018)
- 2998: Drei Tage zum Weltuntergang (2019)
- 2999: Genesis (2019)
- 3032: Sandschwimmer (2019)
- 3040: Arkons Admiral (2019)
- 3048: Die Fäden, die die Welt bedeuten (2020)
- 3082: Ein kalkuliertes Risiko (2020)
- 3089: Das Atlan-Update (2020)
- 3094: Herz des Lichts (2020)
- 3095: Unterhaltung mit einem Monster (2020)
- 3110: Gators zweite Chance (2021)
- 3115: Springer gegen Dame (2021)
- 3116: Flug in die Freiheit (2021)
- 3126: Der unsichtbare Dritte (2021)
- 3127: Mondmörder (2021)
- 3139: Welt in Scherben (2021)
- 3159: Die herrlichste Stadt aller Zeiten (2022)
- 3160: Die Zukunft ist eine Falle (2022)
- 3171: Schutzherren für Valotio (2022)
- 3178: Verfall und Verheißung (2022)
- 3184: Die Advokatin Bukk (2022)
- 3203: Ein ganzes Leben unter Glas (2023)
- 3204: Jenseits der Schwarzsterngrenze (2023)
- 3216: Eine neue Zeit (2023)
- 3260: Die Welt der Akonin (2024)
- 3279: Unter blauen Sonnen (2024)
- 3284: Totenfest des Tassparen (2024)
- 3291: Das Zeichen des Kastellans (2024)